# Максім Де Кейпер
Максім Де Кейпер (нід. Maxim De Cuyper, нар. 20 грудня 2000, Кнокке-Хайст, Бельгія) — бельгійський футболіст, фланговий захисник клубу «Брюгге».

## Ігрова кар'єра

### Клубна
Починав займатися футболом у своєму рідному місті Кнокке-Хайст. У 2008 році він приєднався до футбольної академії клубу «Брюгге». Свою першу гру в основі команди Де Куйпер провів 20 лютого 2020 року у матчі плей-офф Ліги Європи проти «Манчестер Юнайтед».
Також у 2020 році футболіст провів кілька матчів у фарм-клубі «Брюгге» клуб НХТ з Другого дивізіону. А в серпні 2021 року для набору ігрової практики був відправлений в оренду у клуб Другого дивізіну «Вестерло». Де провів два сезони. При цьому у лютому 2022 року Де Куйпер продовжив дію контракту з «Брюгге» 2025 року.

### Збірна
Провів вісім поєдинків у складі молодіжної збірної Бельгії.

## Досягнення
«Брюгге»
 Переможець Суперкубка Бельгії: 2021
 Чемпіон Бельгії: 2023-24
 Переможець Кубка Бельгії: 2024-25
«Вестерло»
- Переможець Другого дивізіону чемпіонату Бельгії: 2021/22